# Hoya meliflua
Hoya meliflua är en oleanderväxtart som först beskrevs av Francisco Manuel Blanco, och fick sitt nu gällande namn av Elmer Drew Merrill. Hoya meliflua ingår i släktet Hoya och familjen oleanderväxter. Inga underarter finns listade i Catalogue of Life.